# Савез риђокосих
„Савез риђокосих” једна је од 56 кратких прича Артура Конана Дојла о Шерлоку Холмсу. Прича је први пут објављена у часопису Стренд у августу 1891. Дојл ју је касније пласирао на друго мјесто на свом списку 12 најдражих прича о Шерлоку Холмсу. Такође је друга по реду од 12 прича збирке Авантуре Шерлока Холмса објављене 1892.

## Радња
Холмса и Вотсона посјећује Џејбез Вилсон, лондонски трговац. Проучавајући свог клијента, Холмс и Вотсон примијете његову риђу косу чија нијанса личи боји пламена. Вилсон им говори да га је прије неколико седмица, његов помоћник, Винсент Сполдинг, наговорио да се јави на оглас за добро плаћен посао за којег су услови били да је особа мушкарац и да има риђу косу. Сљедећег јутра, Вилсон је, након чекања међу цијелим редом риђокосих мушкараца, заиста добио посао јер друге особе нису биле квалификоване; коса им је била или претамна или пресвијетла и ниједан није имао такву пламенасту нијансу косе.
Вилсон говори Холмсу да му већ неко вријеме посао не иде баш најбоље. Будући да му је трговина има највише муштерија навече, успио ју је испразнити током неколико поподневних сати за што је сваке седмице добио 4 £ (данас око 390 £); посао којим се бавио био је безначајан и нимало заморан, а састојао се од ручног преписивања Енциклопедије Британике. Вилсон је доста тога научио о стварима које су почињале словом „А” и радовао се слову „Б”. Међутим, кад је једног јутра дошао на посао, на закључаним вратима изричито је стајало да је „Савез риђокосих распуштен — 9. октобар 1890.”
Вилсон је отишао до власника зграде који му је рекао да никад није чуо за Данкана Роса, оснивача Савеза. Власник се ипак присјетио риђокосог станара коју је оставио картицу за Вилсона; она га је одвела на адресу компаније која је производила умјетна кољена. Вилсон завршава причу фрустриран што је изгубио додатну зараду од 4 £.
Након што се Холмс и Вотсон насмију због апсурдности цијеле ситуације, Холмс увјерава Вилсона да ће случај ријешити до понедјељка. Вилсон одлази након што детективу даје детаљан опис Сполдинга; Холмс одлази и упознаје Сполдинга и примијећује да су му ногавице панталона прљаве. Холмс потом почне куцкати по тротоару испред трговине. Детективу је то било довољно да повеже све чињенице, након чега позива инспектора Џоунса и г. Мериведера, директора оближње банке.
Њих четворица сакривају се у трезор банке чекајући долазак лопова. Лопови у питању су познати криминалац, Џон Клеј, и његов помоћник Арчи. Под псеудонимима Сполдинг и Рос, измислили су „Савез риђокосих” како би извукли Вилсона из трговине како би могли ископати подземни тунел према банци коју су планирали опљачкати. Иако је Вилсонова плата од четири фунте седмично била поприлично скупа, заправо је била ситница у односу на своту новца коју су планирали украсти. Холмс касније Вотсону објашњава како је ријешио случај.

## Анализа
Датуми наведени у причи не поклапају се са стварним временом. Вилсон први пут примијећује оглас 27. априла 1890. Тада је већ радио 8 седмица, али говори да га је видио „прије скоро два мјесеца”. Стога се да закључити да се ово догодило крајем јуна. Међутим, прича започиње с изјавом да се Холмсов састанак с Вилсоном догодио „једног јесењег дана прошле године” и датум написан на вратима „Савеза риђокосих” јесте 9. октобар 1890. — шест мјесеци након што је оглас објављен у новинама.
Британска списатељица, Дороти Сејерс, анализирала је ово непоклапање и установила да су датуми заправо 4. август и 4. октобар.

## Адаптације
Прича је адаптирана за епизоду британске ТВ серије 1951. под именом Шерлок Холмс с Аланом Витлијем у главној улози.
Прва америчка адаптација приче била је за ТВ серију Шерлок Холмс 1954. с Роналдом Хауардом у главној улози.
Прича „Савеза риђокосих” поново је адаптирана за још једну британску ТВ серију 1965. такође под именом Шерлок Холмс, али је Холмса овог пута тумачио Даглас Вилмер, а Вотсона Најџел Сток.
У телевизијској адаптацији серије Авантуре Шерлока Холмса из 1985. с Џеремијем Бретом у главној улози, проф. Моријарти осмишља план, а његов помоћник је Клеј.
Адаптирана је и за радио, те се 26. априла 1977. емитовала на Си-Би-Ес-евом Radio Mystery Theater. Глас Холмсу посудио је Кевин Макарти.